# Jeskyně de Saint-Maurin
Jeskyně de Saint-Maurin jsou jeskyně nacházející se na katastrálním území francouzské obce La Palud-sur-Verdon v departementu Alpes-de-Haute-Provence. Jeskyně se nalézají ve Verdonské soutěsce nad tufovými vodopády Saint-Maurin.

## Toponymie
Jména jeskyní Saint-Maurin nebo Saint-Maurice jsou zmiňována již v antických spisech. Nejstarší podoba by měla znít Cella Sancti Mauricci de Meiresca, v níž lze rozpoznat název městečka Moustiers-Sainte-Marie ležícího několik kilometrů od jeskyní. A tak se tedy jméno Saint-Maurin odvozuje od svatého Mořice.
Ve skutečnosti se však jedná pouze o popisné jméno. Kolem roku 470 totiž Sidonius Apollinaris popisuje místo „Seu Caeno viridante palus“ (tyto bahnité, zelené bažiny), napájené pramenem tekoucím přes terasy z tufu, které kdysi obdělávali mniši. Názvy míst Saint-Maurin tudíž neodkazují na světce, ale na hydronymum, jehož kořenem by mohlo být galské mora: bažiny, vydatné prameny.

## Geologie
Jeskyně se nalézají čtvrtohorních tufech a travertinu, které jsou tvořeny inkrustačními prameny Saint-Maurin s teplotou 11,5 °C.
30. září 2009 byla na ochranu travertinových útvarů pod jeskyněmi zřízena regionální přírodní rezervace Saint-Maurin.

## Popis

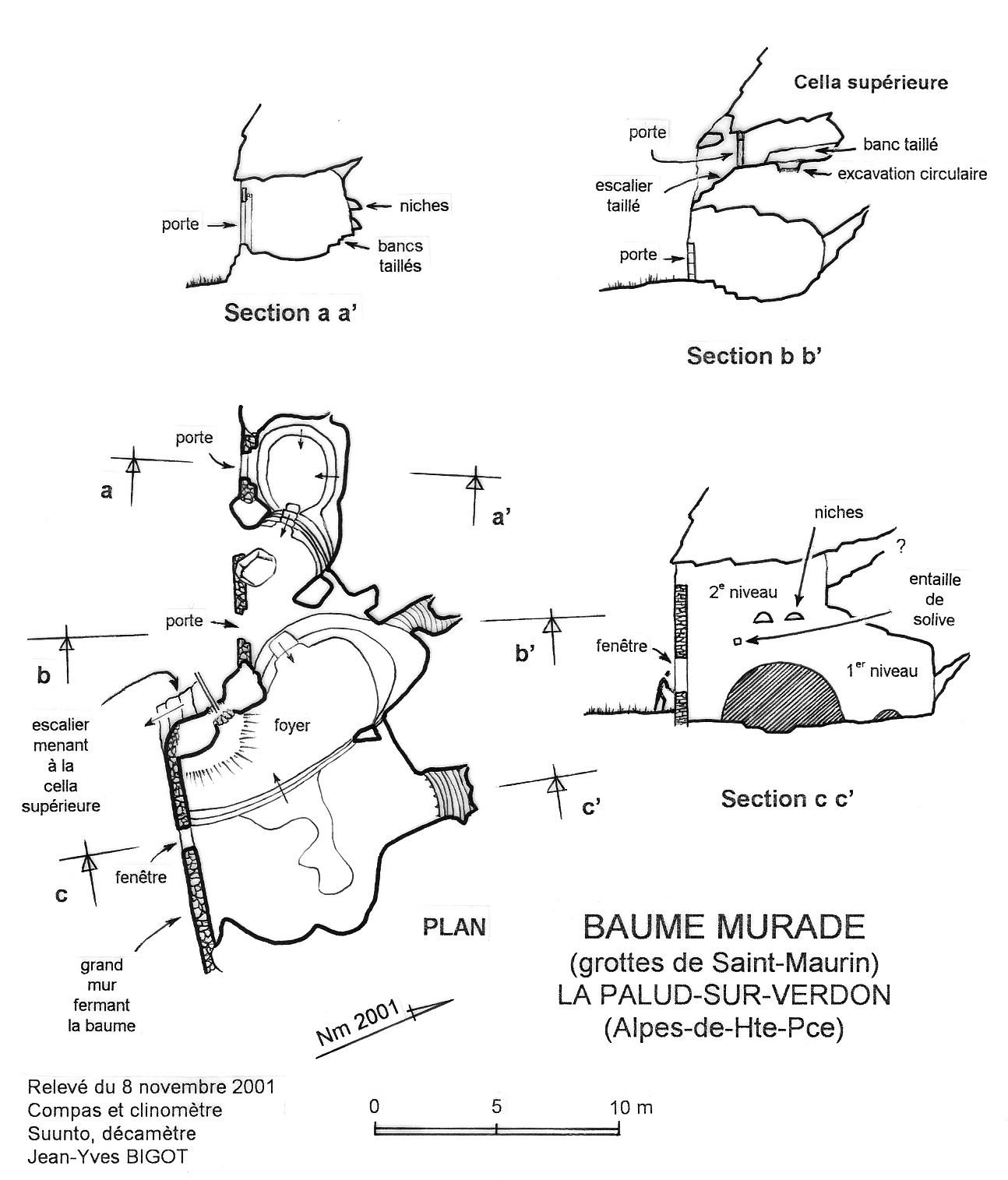
plánek jeskyní

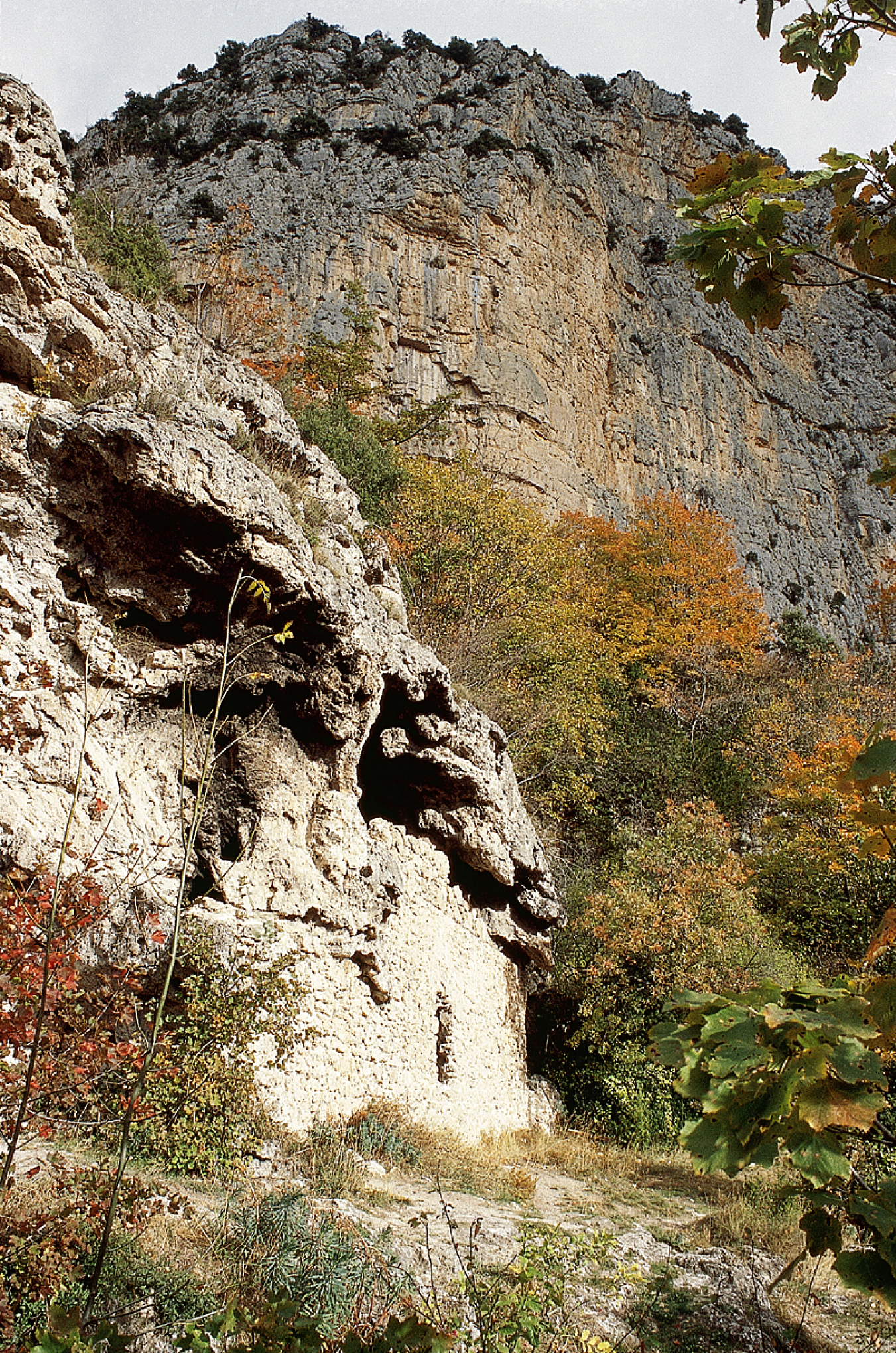
La baume Murade (grottes de Saint-Maurin)

Podle Rogera Verdegena byly tyto jeskyně přeměněny na troglodytní obydlí. Místo Saint-Maurin nebo Sainte-Manne (Ste Maouno) odpovídá starobylé provensálské cele, „rudimentárnímu opatství“, založenému ve 4. století. Zabíralo všechna tufová patra, v nichž byly vyhloubeny lóže nebo cely (provensálsky cella).

## Historie jeskyní
Jeskyně Saint-Maurin byly údajně osídleny již v pravěku, ale neexistují o tom žádné důkazy. Křesťanství se totiž pod vlivem mnichů z opatství Saint-Victor de Marseille dokázalo v Provence velmi brzy rozšířit, a to i v těch nejodlehlejších místech, jako jsou Verdonské soutěsky.
Místo popsané Sidoinem Apollinairem v 5. století může odpovídat dvěma místům ve Verdonské soutěsce: městečku Moustiers-Sainte-Marie nebo Saint-Maurin v La Palud-sur-Verdon. V Moustiers-Sainte-Marie se údajně usadili mniši z ostrova Saint-Honorat (Lérinské ostrovy u Cannes). Podle tradice však jeskyně Saint-Maurin obývali cenobité. Ostatně biskup z Clermont-Ferrandu Caius Sidonius Apollinaris, známější jako Sidonius Apollinaire, popisuje místo, které se podobá spíše Saint-Maurin než Moustiers: „Bahnité a zelené bažiny, tmavé skály tvořící útočiště, jeskyně, které uchovávají noc, strmé skály…“.
Báseň napsaná latinsky po návštěvě Sidonia Apollinaira v roce 470 u jeho přítele Fausta, opata z Lérins, umožňuje identifikovat Saint-Maurin, jehož jméno, zřejmě hagiografické, znamená pramen. Podle Pierra Martela nebylo Moustiers místem, kde se usadili první mniši, protože místo Saint-Maurin lépe odpovídá popisu, který podal Sidoine Apollinaire.
V letech 1113 a 1135 patřila „cella“ neboli primitivní převorství ještě opatství Saint-Victor, ale v roce 1227 připadlo Saint-Maurin pod diecézi Riez, což znamená, že mniši mezitím místo opustili. Jeskyně byly zazděny na konci 16. století, respektive na počátku 17. století. V roce 1611 se v závěti zmiňují jeskyně, považované za zemědělské hospodářské budovy, které jsou nyní využívány pouze ke světským účelům. V 18. století byly jeskyně využívány k uskladnění sena a k ustájení zvířat.